# Tipulamima tricincta
Tipulamima tricincta là một loài bướm đêm thuộc họ Sesiidae. Nó được biết đến ở Nam Phi.